# Fauna australiana

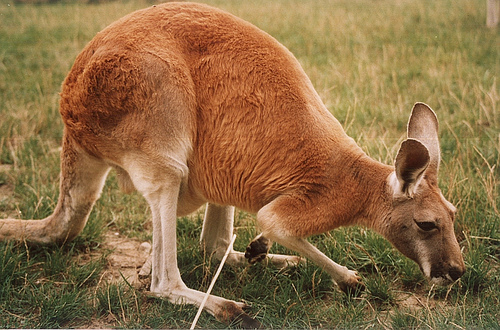
Il canguro rosso è il più grande canguro esistente ed è uno dei simboli dell'Australia, raffigurato, insieme all'emù, sullo stemma del paese.

La fauna australiana comprende una grande varietà di specie animali; inoltre, il 46% degli uccelli, il 69% dei mammiferi, il 94% degli anfibi e il 93% dei rettili che abitano il continente è endemico. Questo elevato livello di endemicità è dovuto al lungo isolamento geografico del continente, alla sua stabilità tettonica e agli effetti del cambiamento climatico sul suolo e sulla flora nel corso delle ere geologiche. Una caratteristica unica della fauna australiana è la relativa scarsità di mammiferi placentati autoctoni. Di conseguenza, i marsupiali – un gruppo di mammiferi che allevano i loro piccoli in una tasca detta marsupio, come i canguri, gli opossum e i dasiuromorfi – occupano molte delle nicchie ecologiche che in altre parti del mondo sono proprie dei placentati. L'Australia ospita due delle cinque specie esistenti di monotremi e un gran numero di specie velenose, come ornitorinchi, ragni, scorpioni, polpi e altri molluschi, meduse, pesci pietra e pastinache. Caso unico al mondo, l'Australia ha più specie di serpenti velenosi che innocui.
Il popolamento dell'Australia da parte degli aborigeni tra 70000 e 48000 anni fa e degli europei a partire dal 1788, ha avuto conseguenze significative sulla fauna. La caccia, l'introduzione di specie non autoctone e pratiche di gestione del territorio che prevedono la modifica o la distruzione dell'habitat hanno provocato numerose estinzioni. Secondo gli studiosi, durante l'Olocene sono scomparse circa 33 specie o sottospecie di mammiferi (di cui 27 sull'isola principale, compreso il tilacino), 24 di uccelli (tre sull'isola principale), una di rettili e tre di rane. Tra queste sono esclusi taxa dubbi come l'usignolo di macchia del fiume Roper (Drymodes superciliaris colcloughi) e specie che non sono ancora state ufficialmente dichiarate estinte come il toporagno dell'isola di Natale (Crocidura trichura). Lo sfruttamento non sostenibile del territorio minaccia ancora la sopravvivenza di molte specie. Per contrastare le minacce alla sopravvivenza della sua fauna, l'Australia ha approvato una vasta legislazione federale e statale e ha istituito numerose aree protette.

## Origini e storia

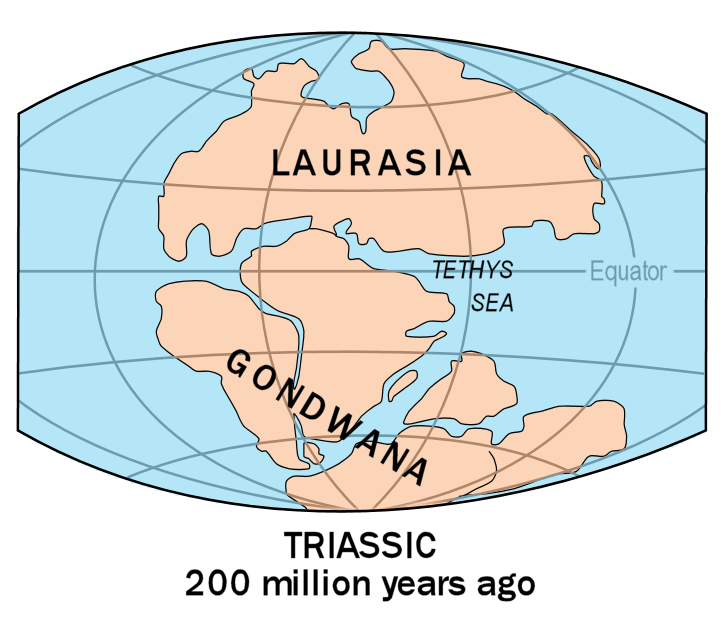
Numerose prove indicano che l'Australia facesse parte del supercontinente Gondwana.

Sia gli eventi geologici che quelli climatici hanno contribuito a rendere unica la fauna australiana. L'Australia in passato faceva parte del supercontinente meridionale Gondwana, che comprendeva anche Sudamerica, Africa, India e Antartide. Il Gondwana iniziò a frammentarsi 140 milioni di anni fa; 50 milioni di anni fa l'Australia si separò dall'Antartide e rimase relativamente isolata fino alla collisione della placca indo-australiana con l'Asia durante il Miocene, 5,3 milioni di anni fa. L'insediamento e l'evoluzione della fauna odierna furono apparentemente plasmati dal clima peculiare e dalla geologia del continente. Mentre l'Australia andava alla deriva, fu, in una certa misura, isolata dagli effetti del cambiamento climatico globale. La fauna unica che ebbe origine nel Gondwana, come i marsupiali, sopravvisse e si adattò alle condizioni ambientali australiane.
Dopo il Miocene, anche la fauna di origine asiatica fu in grado di stabilirsi in Australia. La linea di Wallace – la linea immaginaria che separa le regioni zoogeografiche di Asia e Australasia – segue il confine tettonico tra la placca euroasiatica e quella indo-australiana. Questo confine continentale ha impedito la formazione di ponti di terra e ha determinato una distribuzione zoologica distinta, con sovrapposizioni limitate, della maggior parte della fauna asiatica e australiana, ad eccezione degli uccelli. Dopo la formazione della corrente circumpolare nell'Oligocene medio (circa 15 milioni di anni fa), il clima australiano è divenuto sempre più arido, dando origine a un gruppo eterogeneo di organismi specializzati all'aridità, proprio come le aree tropicali umide e stagionalmente umide hanno dato origine a specie adattate a questo diverso tipo di clima.

## Mammiferi

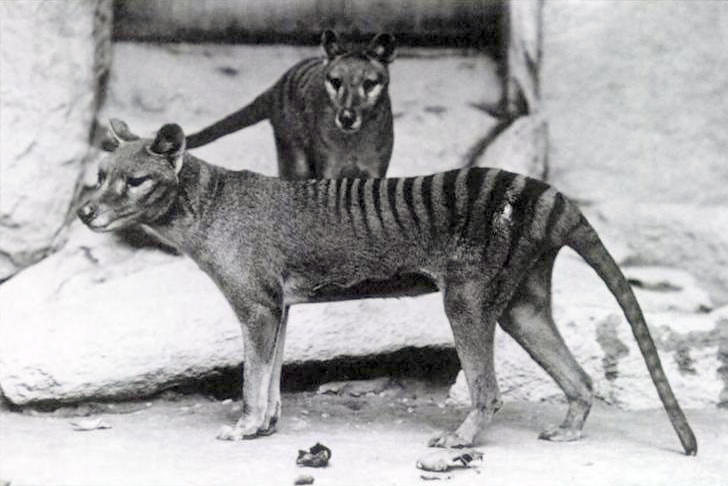
Scomparso nel 1936, il tilacino era il più grande mausupiale carnivoro ad essere sopravvissuto fino all'età moderna.

Il registro fossile dei mammiferi australiani è ingente, così come il numero dei rappresentanti della fauna mammaliana attuale, dominata dai marsupiali, ma le ricerche tassonomiche al riguardo sono state finora limitate. I più antichi resti fossili di monotremi rinvenuti in Australia risalgono al Cretaceo inferiore, 145-99 milioni di anni fa, e quelli di marsupiali e placentati all'Eocene, 56-34 milioni di anni fa. Sebbene nell'Eocene marsupiali e placentati antichi abbiano convissuto insieme nel continente, solo i marsupiali sono sopravvissuti fino ad oggi. I placentati non volatori comparvero nuovamente in Australia nel Miocene, quando il continente si avvicinò all'Indonesia, e i resti fossili attribuibili con certezza a roditori iniziano a comparire nei registri fossili a partire dal Miocene superiore. I marsupiali si sono evoluti per riempire specifiche nicchie ecologiche e in molti casi sono fisicamente simili ai mammiferi placentati dell'Eurasia e del Nordamerica che occupano nicchie simili, un fenomeno noto come evoluzione convergente. Ad esempio, il predatore apicale dell'Australia, il tilacino, somigliava in maniera sorprendente ai canidi. Petauri e scoiattoli volanti hanno sviluppato adattamenti simili che consentono loro uno stile di vita arboricolo; e numbat e formichieri sono entrambi insettivori scavatori. In genere i mammiferi australiani sono difficilmente osservabili, in quanto la maggior parte delle specie sono notturne e/o arboricole.

### Monotremi e marsupiali
In Australia vivono due delle cinque specie viventi di monotremi: l'ornitorinco e l'echidna; le altre tre specie, gli zaglossi, si trovano solo in Nuova Guinea. I monotremi si differenziano dagli altri mammiferi per le loro modalità di riproduzione, soprattutto per il fatto di deporre le uova invece di dare alla luce piccoli vivi. L'ornitorinco – un mammifero anfibio velenoso, oviparo e con il becco d'anatra – è considerato una delle creature più strane del regno animale. Quando fu presentato per la prima volta da Joseph Banks ai naturalisti inglesi, venne inizialmente considerato un falso. L'echidna è rivestita di peli e di aculei sul dorso e possiede un muso tubolare al posto della bocca e una lingua in grado di muoversi dentro e fuori dal muso a una velocità di 100 volte al minuto per catturare le termiti.

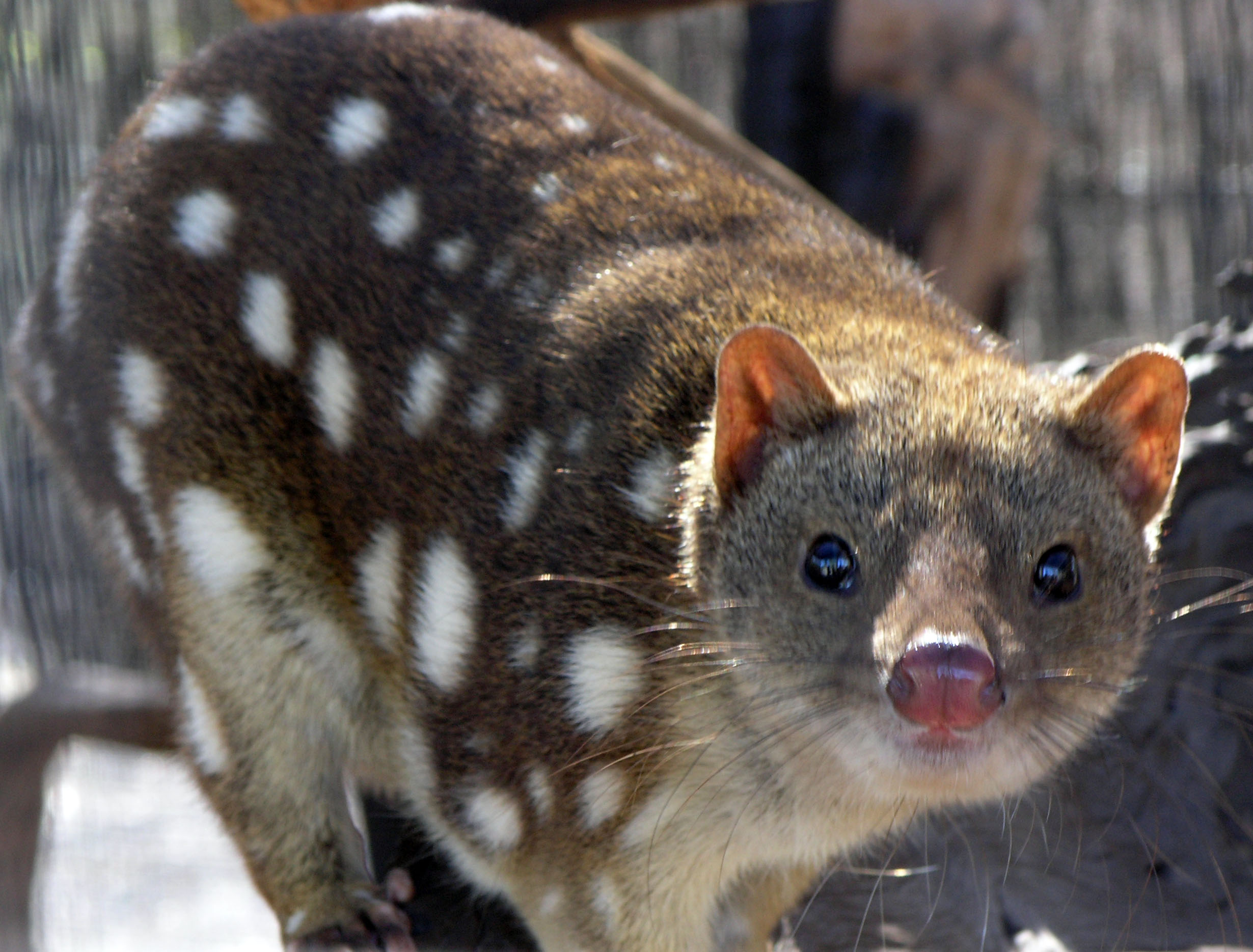
Il dasiuro gigante, specie a rischio, è il marsupiale carnivoro più grande del continente australiano.

L'Australia ospita la più grande e diversificata gamma di marsupiali al mondo. I marsupiali sono caratterizzati dalla presenza di una tasca in cui allevano i loro piccoli dopo la nascita. I marsupiali carnivori – Dasiuromorfi – sono rappresentati da due famiglie sopravvissute: i Dasiuridi con 55 specie e i Mirmecobidi con una sola specie, il numbat. Il tilacino era il rappresentante più grande dei Dasiuromorfi, nonché l'unico rappresentante della famiglia dei Tilacinidi, ma l'ultimo esemplare morì in cattività nel 1936. Attualmente il marsupiale carnivoro più grande del mondo è il diavolo della Tasmania: delle dimensioni di un cane di piccola taglia, è in grado di cacciare attivamente, sebbene sia principalmente uno spazzino. Scomparso dall'isola principale circa 600 anni fa, ora si trova solo in Tasmania. In Australia vivono quattro specie di dasiuro, o quoll, tutte quante minacciate. Ad esempio, si ritiene che il dasiuro orientale sia estinto nell'isola principale dagli anni '60, anche se da allora sono stati portati avanti programmi di reintroduzione. Tutti gli altri Dasiuridi sono chiamati colloquialmente «topi marsupiali»: la maggior parte di loro pesa meno di 100 g. Esistono due specie di talpa marsupiale – ordine Notorittemorfi – che abitano i deserti dell'Australia occidentale. Queste rare creature carnivore, cieche e prive di orecchie, trascorrono la maggior parte del tempo sottoterra e sono poco conosciute.

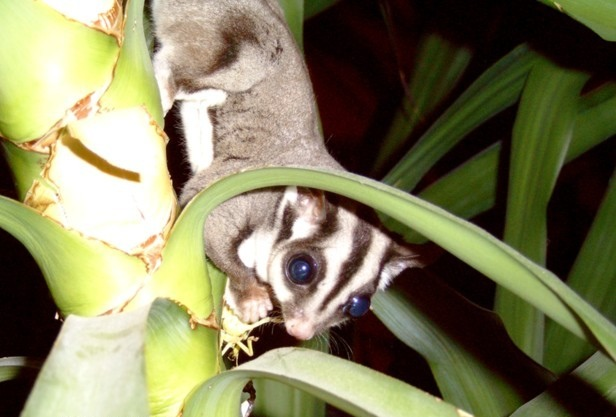
Il petauro dello zucchero.

I bandicoot e i bandicoot coniglio – ordine Peramelemorfi – sono marsupiali onnivori. In Australia ne esistono otto specie, la maggior parte delle quali è in via di estinzione. Queste piccole creature condividono diverse caratteristiche fisiche particolari: un corpo tozzo e arcuato con un muso lungo e leggermente affusolato, grandi orecchie diritte, zampe lunghe e sottili e una coda sottile. L'origine evolutiva di questo gruppo non è chiara, poiché condividono caratteristiche sia dei marsupiali carnivori che di quelli erbivori.

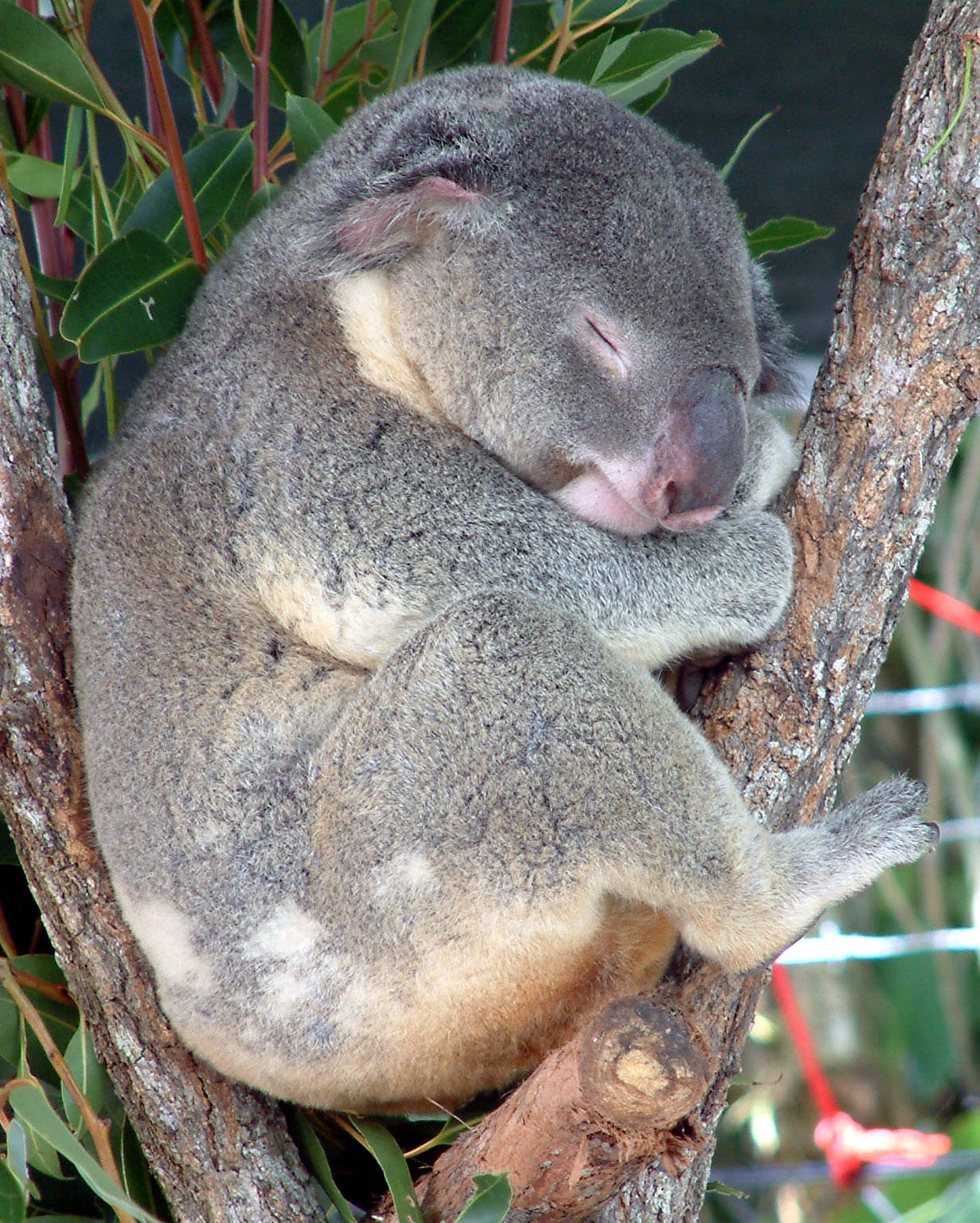
Di norma il koala non ha bisogno di bere, in quanto ricava i liquidi necessari dalle foglie di cui si nutre.

I marsupiali con due denti anteriori sulla mandibola (diprotodonti) e con zampe sindattile sono classificati nell'ordine dei Diprotodonti e suddivisi ulteriormente nei sottordini Vombatiformi, Macropodiformi e Falangeriformi. I Vombatiformi comprendono il koala e le tre specie di vombato. Il koala, uno dei marsupiali più noti dell'Australia, è una specie arboricola che si nutre delle foglie di varie specie di eucalipto. I vombati, al contrario, vivono sul terreno e si nutrono di erbe, carici e radici; utilizzano i loro denti diprotodonti e i potenti artigli per scavare estesi sistemi di tane; hanno abitudini principalmente crepuscolari e notturne.
I Falangeriformi sono rappresentati da sei famiglie con 27 specie di opossum, un gruppo diversificato di marsupiali arboricoli di dimensioni variabili da quelle dell'opossum pigmeo della Tasmania, del peso di appena 7 g, a quelle del coda ad anello orientale e del tricosuro volpino, grandi come un gatto. Il petauro dello zucchero e il petauro scoiattolo sono due specie comuni di marsupiali volanti, diffusi nelle foreste di eucalipto dell'Australia orientale, mentre l'acrobata pigmeo è il marsupiale volante più piccolo. Gli opossum volanti sono dotati di una membrana, detta «patagio», che si estende dal quinto dito dell'arto anteriore fino al primo dito del piede posteriore; queste membrane, quando sono distese, consentono loro di planare tra gli alberi.
I Macropodiformi sono suddivisi in tre famiglie: gli Ipsiprimnodontidi, con una sola specie, il topo canguro muschiato; i Potoroidi, con 8 specie; e i Macropodidi, rappresentati in Australia da 41 specie. I Macropodiformi si trovano in tutti gli ambienti australiani, ad eccezione delle aree alpine. Ai Potoroidi appartengono le bettonge e i ratti canguro, piccole specie che costruiscono nidi e trasportano materiale vegetale con la coda. I Macropodidi comprendono i canguri, i wallaby e i loro simili; le loro dimensioni variano ampiamente da una specie all'altra. La maggior parte dei Macropodiformi ha grandi zampe posteriori e piedi posteriori lunghi e stretti, con una disposizione caratteristica delle quattro dita, e forti code muscolose, che usano per spostarsi saltando. Il topo canguro muschiato è il macropodiforme più piccolo ed è l'unica specie quadrupede e non bipede, mentre il maschio di canguro rosso è il più grande: può raggiungere un'altezza di circa 2 m e un peso di 85 kg.

### Mammiferi placentati

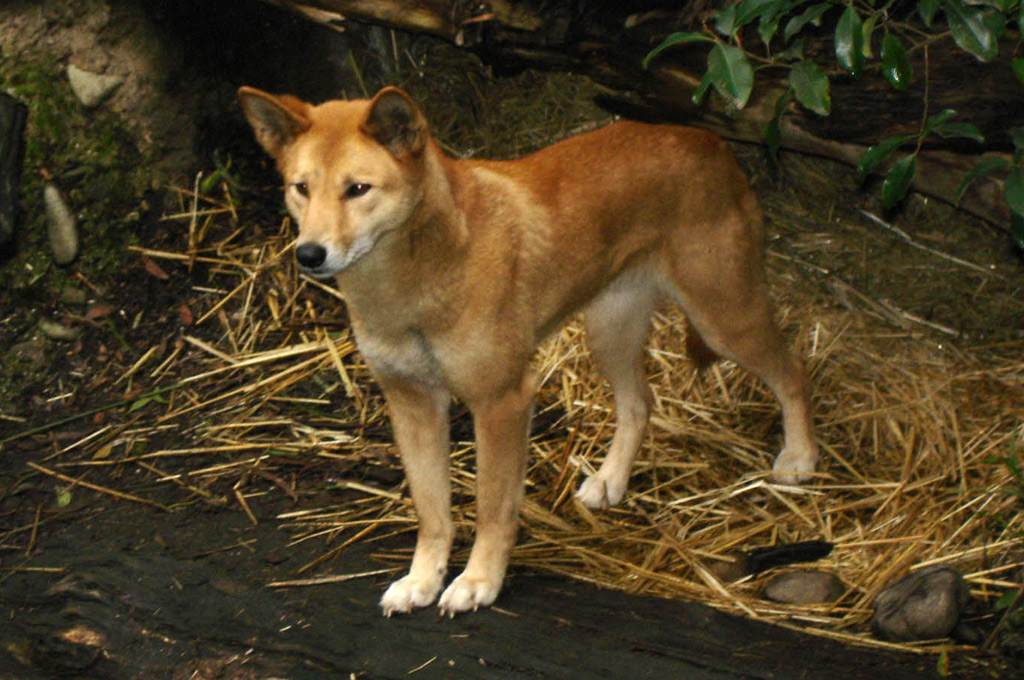
Il dingo è stato il primo mammifero placentato introdotto in Australia dall'uomo, circa 4000 anni fa.

I mammiferi placentati indigeni dell'Australia appartengono a due ordini: i pipistrelli – ordine dei Chirotteri – rappresentati da sei famiglie; e i topi e i ratti – ordine dei Roditori, famiglia dei Muridi. Ci sono solo due generi endemici di pipistrelli, nonostante l'Australia ospiti il 7% delle specie di pipistrelli esistenti al mondo. I roditori arrivarono per la prima volta in Australia 5-10 milioni di anni fa e andarono incontro ad un'ampia radiazione adattativa che diede origine alle specie note collettivamente come «vecchi endemismi». I vecchi endemismi sono rappresentati da 14 generi esistenti. Un milione di anni fa, i ratti raggiunsero l'Australia dalla Nuova Guinea e si evolvettero in sette specie di Rattus, chiamate collettivamente «nuovi endemismi».
In seguito all'insediamento umano, molti altri mammiferi placentati sono stati introdotti in Australia e ora sono tornati allo stato selvatico. Il primo tra questi è stato il dingo. I fossili suggeriscono che le popolazioni giunte da nord portarono il dingo in Australia circa 5000 anni fa. Quando gli europei si stabilirono in Australia, liberarono intenzionalmente molte specie in natura, tra cui la volpe rossa, la lepre comune e il coniglio selvatico. Altre specie domestiche, invece, sono fuggite dalla cattività e nel tempo hanno costituito popolazioni selvatiche come il banteng, il gatto, il daino, il cervo nobile, il sambar dell'India, il sambar dalla criniera, il cervo pomellato, il cervo porcino, il cavallo, l'asino, il maiale, la capra, il bufalo indiano e il dromedario. Sono solo tre le specie di mammiferi placentati non autoctoni che non furono deliberatamente introdotte in Australia: il topolino delle case, il ratto comune e il ratto delle chiaviche.

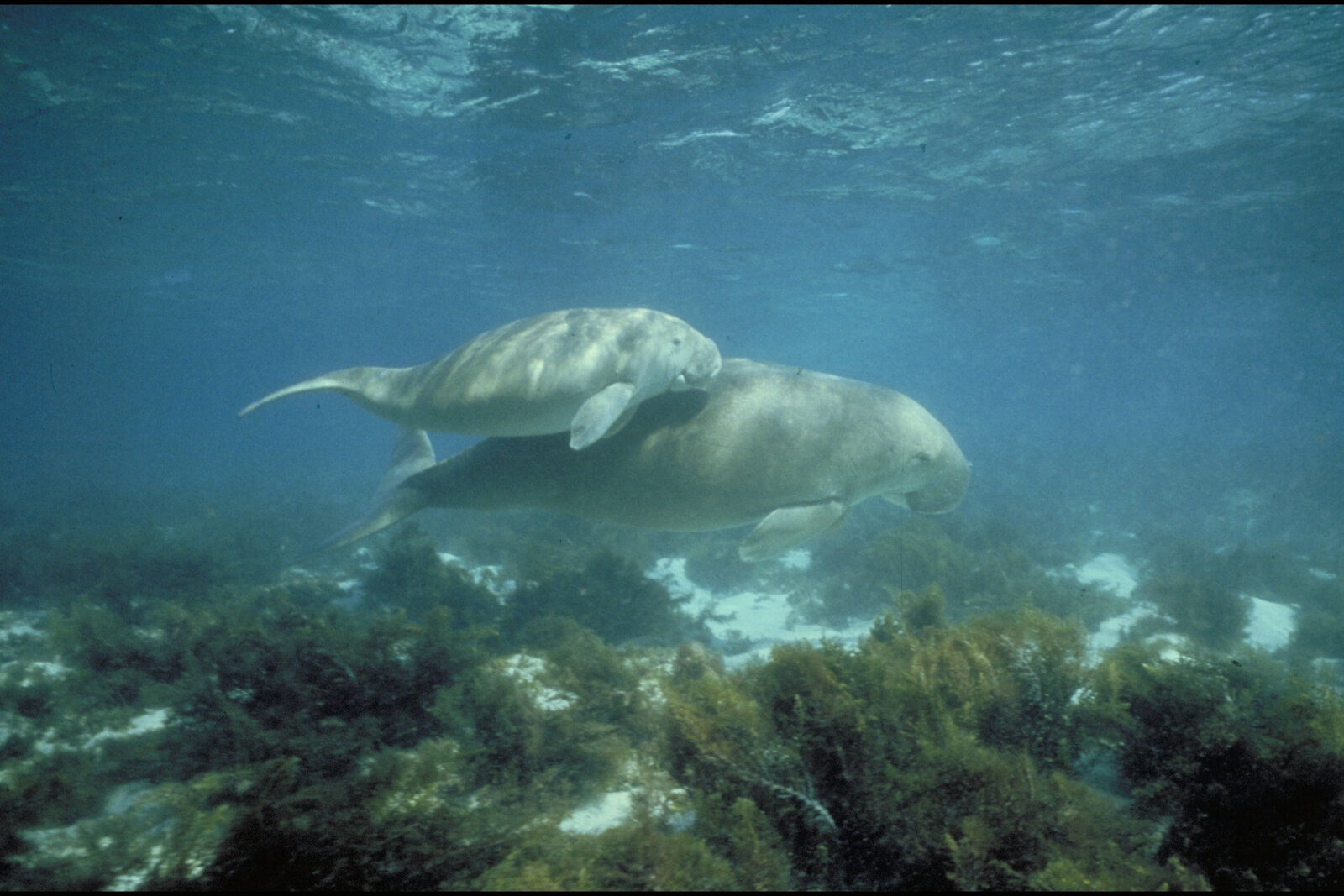
Il dugongo è una specie minacciata: le acque australiane ne ospitano la popolazione più consistente.

Nelle acque costiere australiane vivono quarantasei specie di mammiferi marini dell'ordine dei Cetacei. Poiché la maggior parte di queste specie ha una distribuzione cosmopolita, alcuni autori non le considerano specie australiane. Sono presenti dieci specie di misticeti, di cui le più facilmente osservabili sono la megattera, la balena franca australe, la balenottera minore e la balenottera azzurra. Vi sono 36 specie di odontoceti, tra cui rappresentanti di tutti i sei i generi della famiglia degli Zifidi e 20 specie di delfini oceanici, tra cui l'orcella australiana, una specie descritta per la prima volta nel 2005. Alcuni delfini, come l'orca, si possono trovare in tutte le acque attorno al continente; altri, come l'orcella australiana, sono confinati alle calde acque settentrionali. Il dugongo è una specie marina in via di estinzione che abita le acque dell'Australia nord-orientale e nord-occidentale, in particolare quelle dello stretto di Torres. Può misurare fino a 3 m di lunghezza e pesare fino a 400 kg. Il dugongo è l'unico mammifero marino erbivoro dell'Australia: si nutre di fanerogame marine nelle zone costiere. La distruzione dei letti di fanerogame marine costituisce una minaccia per la sopravvivenza di questa specie. Al largo della costa meridionale vivono undici specie di pinnipedi.

## Uccelli

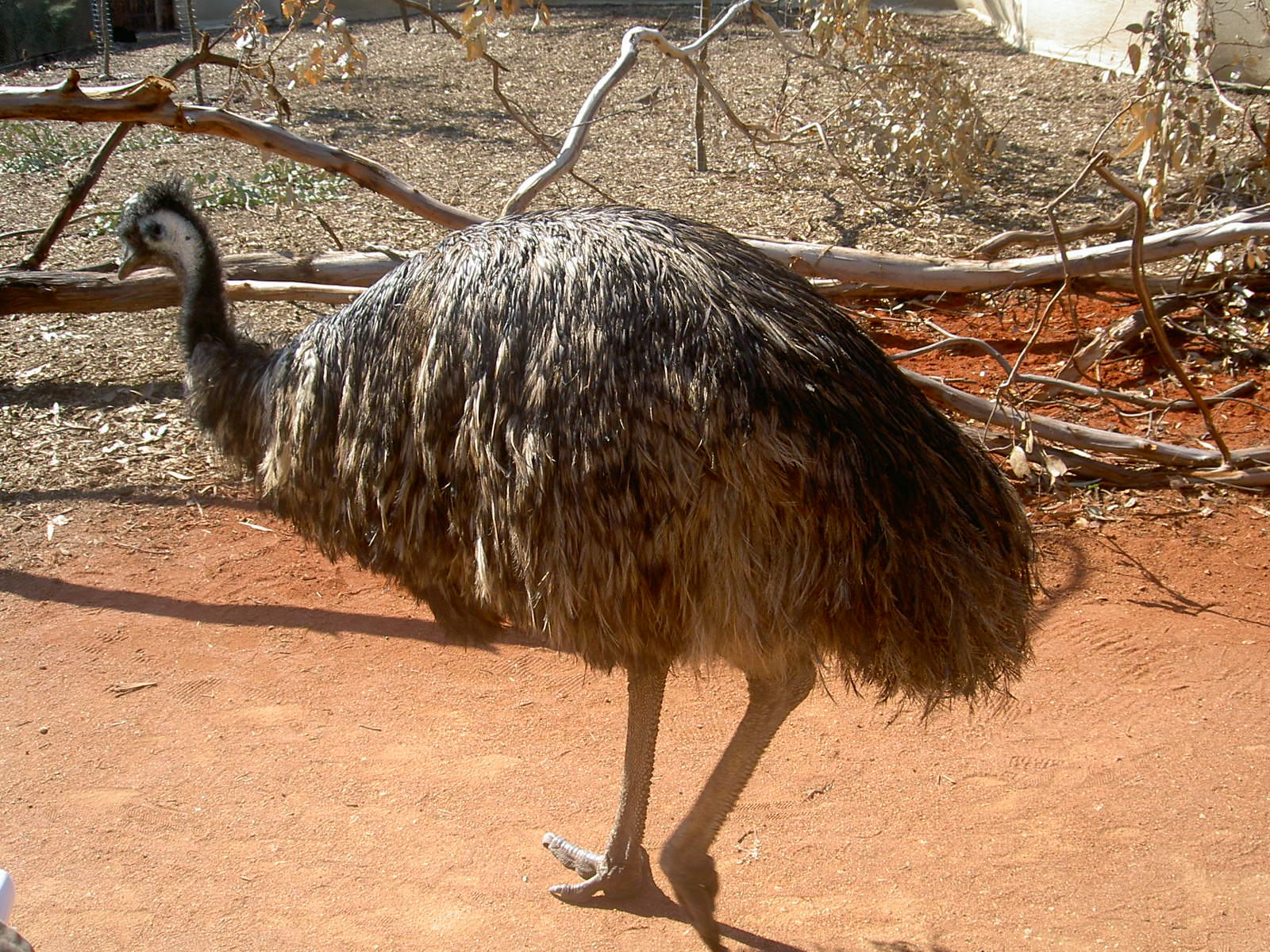
L'emù è il secondo uccello più grande del mondo. Uno dei simboli dell'Australia, compare anche sul suo stemma.

L'Australia e i suoi territori ospitano circa 800 specie di uccelli: il 45% di queste è endemico del paese. Il record fossile degli uccelli in Australia è frammentario; tuttavia, sono stati scoperti i resti di antenati delle specie contemporanee risalenti già all'Oligocene superiore. Tra gli uccelli che ebbero origine nel Gondwana ci sono i ratiti incapaci di volare (l'emù e il casuario dall'elmo), i megapodi (il fagiano australiano e il tacchino di boscaglia australiano), e un ingente numero di forme endemiche di pappagalli (ordine Psittaciformi). In Australia vive un sesto dei pappagalli del mondo, tra cui molti cacatua e il galah. Il kookaburra, il più grande rappresentante della famiglia dei martin pescatori, è famoso per il suo richiamo, che ricorda stranamente una sguaiata risata umana. La gru brolga, l'unica specie di gru esclusiva dell'Australia, condivide il suo habitat con la più ampiamente diffusa gru antigone.

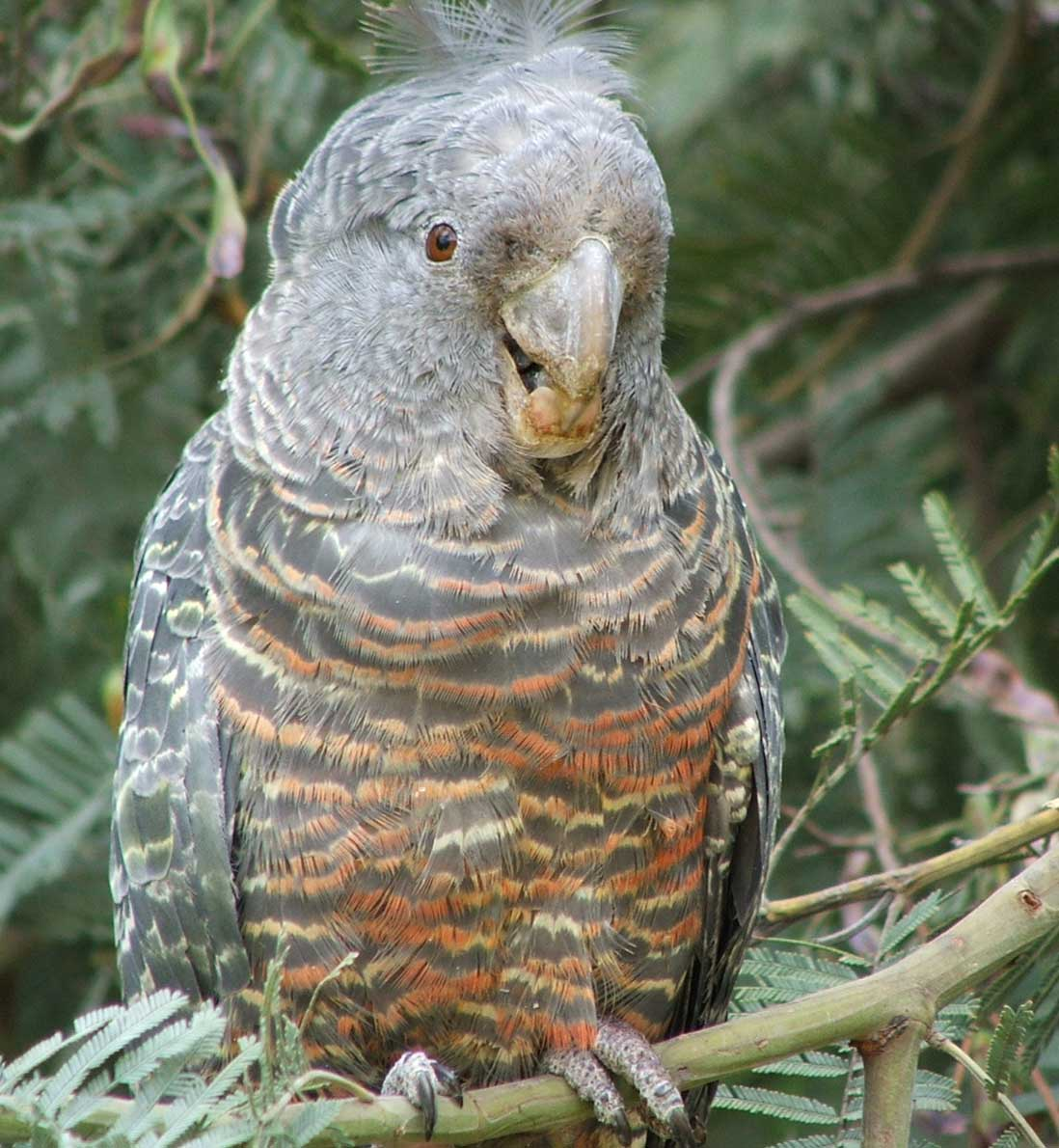
Femmina di cacatua gang-gang.

Tra i passeriformi, noti anche come uccelli conori, figurano molte specie di scriccioli, petroiche, rondini dei boschi, uccelli canori australasiatici, pardaloti, moltissimi mangiatori di miele, rampichini arborei australasiatici, uccelli lira, uccelli del paradiso e uccelli giardinieri. L'uccello di raso ha attirato l'interesse degli psicologi evoluzionisti: ha un complesso rituale di corteggiamento in cui il maschio crea un pergolato pieno di oggetti lucenti di colore blu per attirare le compagne.
Colonizzatori relativamente recenti provenienti dall'Eurasia sono le rondini, le allodole, i tordi, le cisticole, le nettarinie e alcuni rapaci, tra cui la grande aquila codacuneata. Numerose specie di uccelli sono state introdotte dall'uomo: alcune, come il cardellino e il verdone, coesistono felicemente con le specie australiane, mentre altre, come lo storno, il merlo, il passero domestico e la maina comune, si sono rivelate nocive per alcune specie di uccelli autoctoni, tanto da destabilizzare l'ecosistema nativo.
Circa 200 specie di uccelli marini vivono sulla costa australiana, tra cui molte forme migratrici. L'Australia si trova all'estremità meridionale della rotta migratoria Asia orientale-Australasia degli uccelli acquatici, che si estende dall'Estremo Oriente russo e dall'Alaska, attraverso il Sud-est asiatico, fino all'Australia e alla Nuova Zelanda. Circa due milioni di uccelli percorrono questa rotta da e per l'Australia ogni anno. Un grande uccello marino molto comune è il pellicano australiano, che si può trovare nella maggior parte dei corsi d'acqua del continente. Il pinguino minore blu è l'unica specie di pinguino che nidifica sull'isola principale.

## Anfibi e rettili

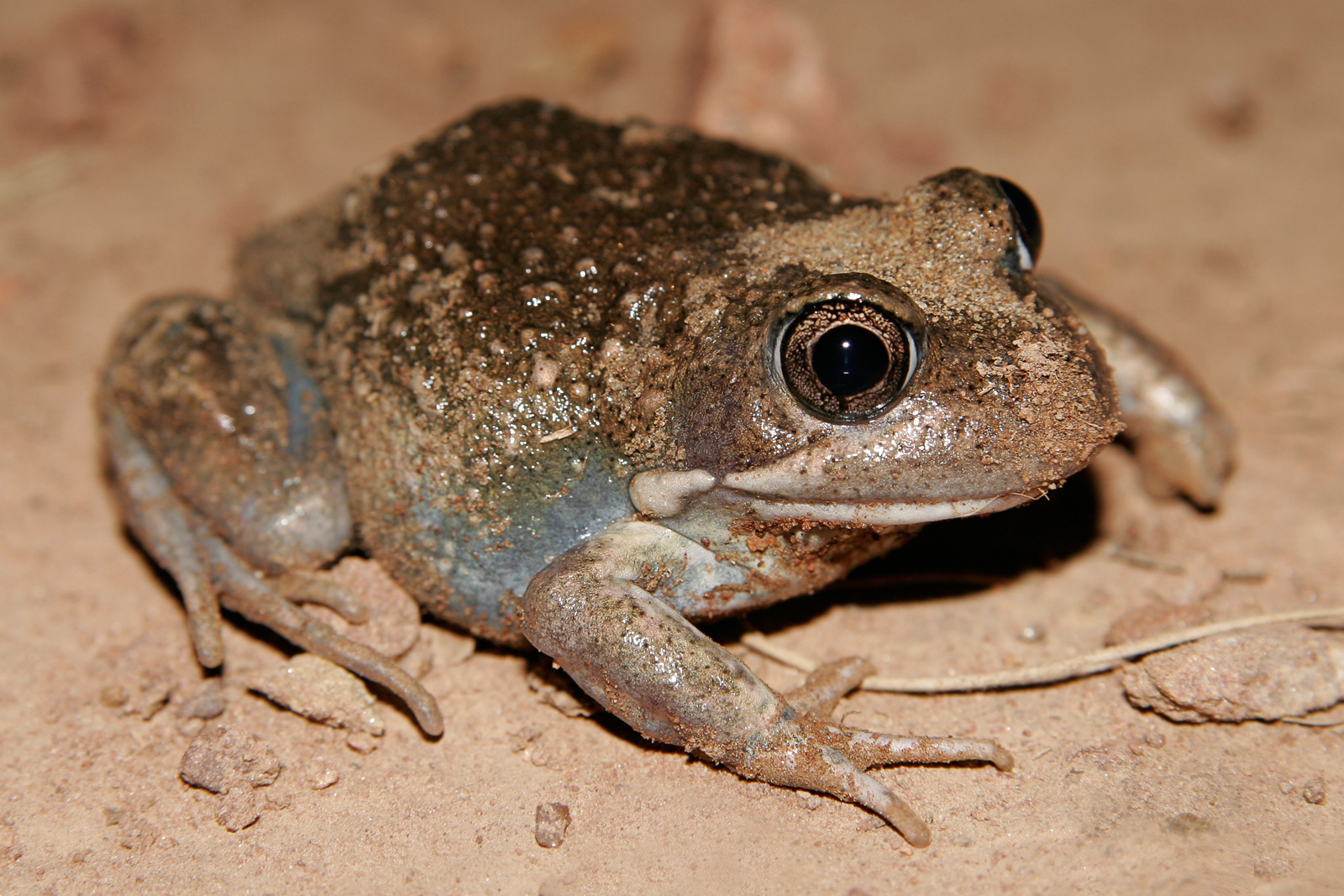
La rana banjo orientale è una specie di anuro comune in tutta l'Australia orientale.

L'Australia ospita quattro famiglie di rane autoctone e una specie di rospo introdotta, il rospo marino. Quest'ultimo venne introdotto nel paese nel 1935 in un fallito tentativo di tenere sotto controllo gli insetti che danneggiavano le coltivazioni di canna da zucchero. Da allora è diventato una specie nociva devastante, diffusasi in tutta l'Australia settentrionale. Oltre a competere con gli insettivori autoctoni per le risorse alimentari, il rospo marino produce un veleno tossico per la fauna locale, nonché per gli esseri umani. I Miobatracoidei, o rane australi, costituiscono il gruppo di rane più numeroso del paese, con le due famiglie dei Miobatrachidi (85 specie in 12 generi) e dei Limnodinastidi (40 specie in 7 generi). Un membro degno di nota dei Miobatrachidi è la variopinta rana corroboree, in via di estinzione. Le rane arboricole della famiglia dei Pelodriadidi sono comuni nelle zone più piovose delle coste settentrionali e orientali; in Australia se ne trovano 90 specie appartenenti a tre generi. I Microilidi, rappresentati da 24 specie appartenenti a due generi, sono limitati alle foreste pluviali dell'Australia settentrionale e agli habitat limitrofi: tra questi vi è la specie più piccola del paese, la rana esigua. I Ranidi, la famiglia di anuri più diffusa al mondo, è rappresentata da una sola specie, la rana dei boschi australiana, presente unicamente nelle foreste pluviali del Queensland. Come altrove, negli ultimi anni si è verificato un rapido declino delle popolazioni di rane in Australia. Sebbene le ragioni di questo declino non siano state ancora chiarite con precisione, esso può essere almeno in parte attribuito a una letale malattia fungina degli anfibi, la chitridiomicosi. Un'altra teoria tira in ballo il fatto, dimostrato da varie ricerche, che le specie dell'emisfero australe hanno in media 4,6 milioni di anni, rispetto a una media di 2,9 milioni di anni di quelle dell'emisfero boreale: i ricercatori ritengono che questa differenza di età sia dovuta alla serie di periodi glaciali che hanno colpito l'emisfero boreale, che potrebbero aver portato all'estinzione le specie più vecchie.

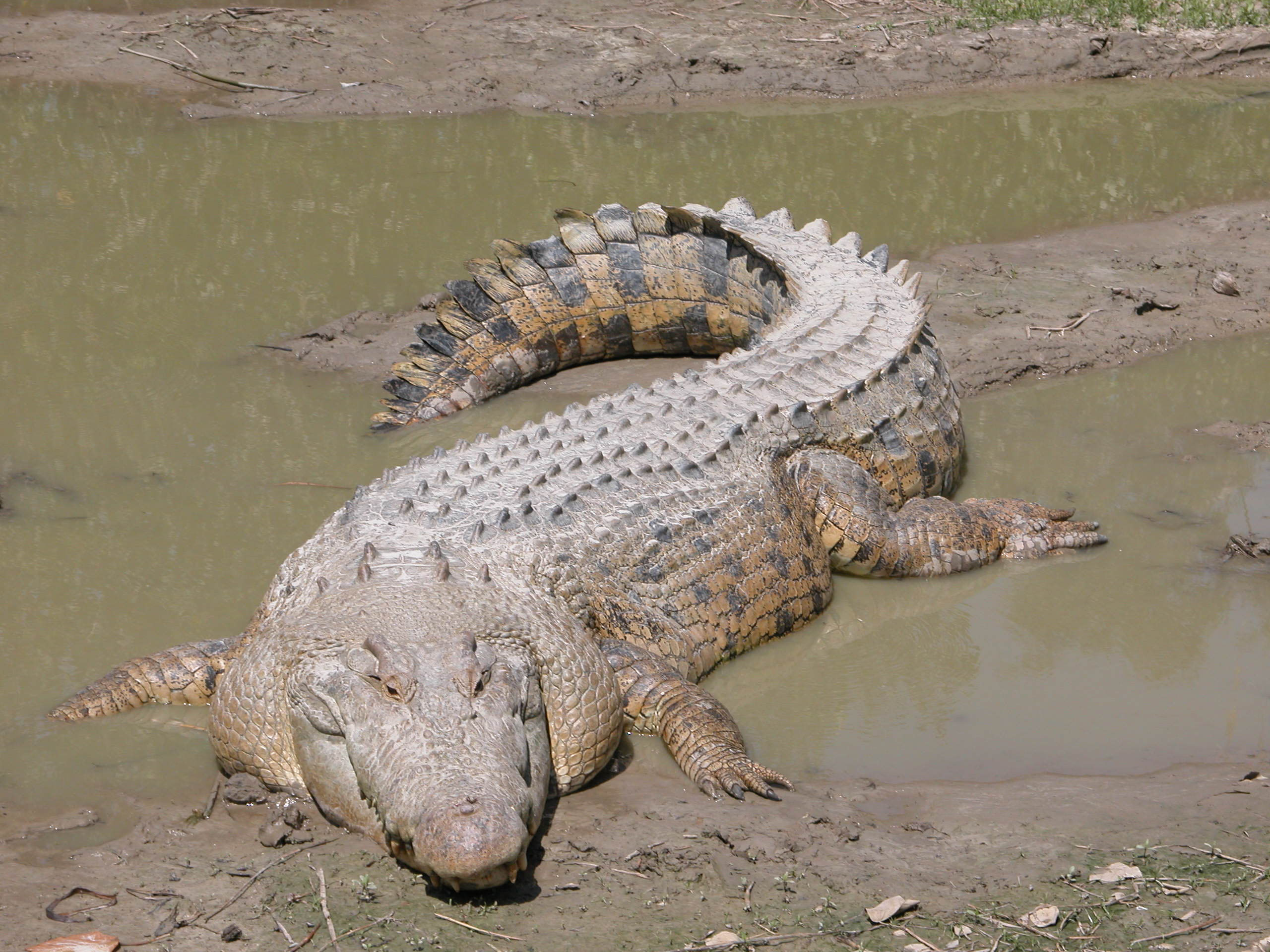
Il coccodrillo marino è la specie di coccodrillo più grande del mondo.

In Australia vivono due specie di coccodrilli. Il coccodrillo marino, conosciuto colloquialmente come salty, è la più grande specie di coccodrillo oggi esistente: può superare i 7 m di lunghezza e i 1000 kg di peso, ed è in grado di uccidere un uomo. Vive sulla costa e nelle acque dolci dei fiumi e delle zone umide dell'Australia settentrionale, e viene allevato per la carne e la pelle. Il coccodrillo di Johnson, presente solo nell'Australia settentrionale, non è considerato pericoloso per l'uomo.
Le coste australiane sono visitate da sei specie di tartarughe marine: la tartaruga dorso piatto, la tartaruga verde, la tartaruga embricata, la tartaruga olivacea, la tartaruga comune e la tartaruga liuto; tutte quante sono protette nelle acque australiane. Nelle zone umide del paese vivono otto specie di tartarughe d'acqua dolce della famiglia dei Chelidi appartenenti a cinque generi diversi. La tartaruga muso di porco è l'unica tartaruga australiana che non appartiene a quella famiglia. L'Australia è l'unico continente in cui non vive nessuna tartaruga terrestre della superfamiglia Testudinoidea, esclusa l'Antartide.

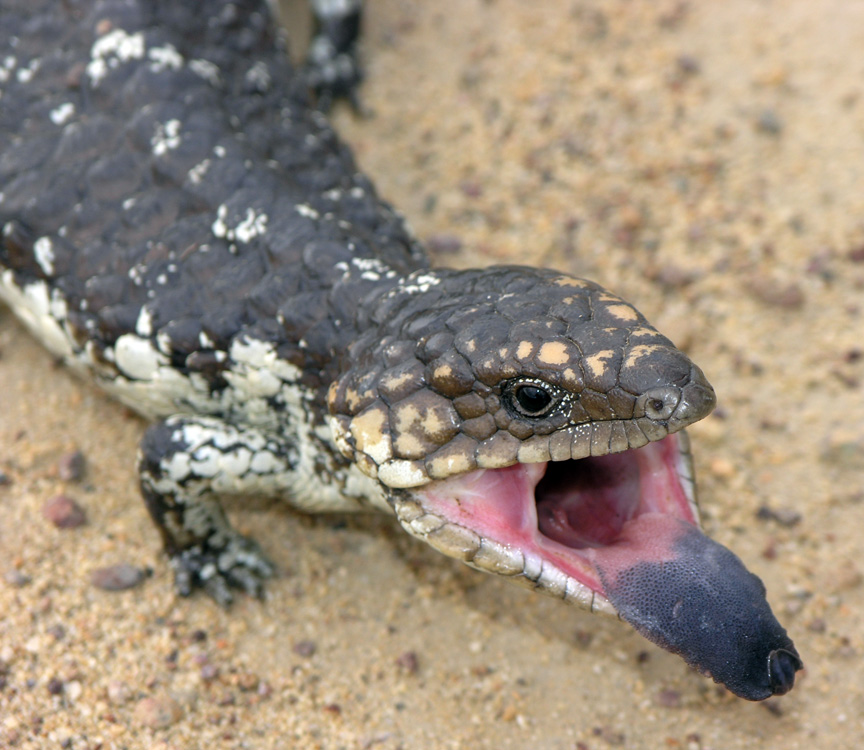
Le tilique dalla lingua blu sono tra le specie più grandi di scinco.

L'Australia è l'unico continente in cui i serpenti velenosi superano in numero i loro cugini innocui. I serpenti australiani appartengono a sette famiglie. Di questi, le specie più velenose, tra cui il taipan dell'interno e quello costiero, il serpente bruno orientale e il serpente tigre, appartengono alla famiglia degli Elapidi. Delle 365 specie di elapidi, 138 si trovano in Australia e 103 di queste sono endemiche; a questa famiglia appartengono anche le trentadue specie di serpenti di mare, molte delle quali estremamente velenose, che vivono nelle acque dell'Australia settentrionale. Lungo la costa vivono anche due specie di serpenti di mare della famiglia degli Acrocordidi. L'Australia possiede solo 5 specie della famiglia di serpenti più rappresentata al mondo, quella dei Colubridi; nessuna di queste è endemica e si ritiene che siano giunte in epoca relativamente recente dall'Asia. Completano la fauna dei serpenti una specie della famiglia dei Natricidi, sei specie della famiglia degli Omalopsidi, 14 specie di pitoni e 45 specie di serpenti ciechi insettivori.
Ci sono più specie di serpenti a Darwin che in qualsiasi altro capoluogo di stato australiano: nella sua area si trovano 34 specie di serpenti (esclusi quelli marini), di cui 23 sono state segnalate da cacciatori di serpenti professionisti nella città stessa. Fortunatamente per gli abitanti di Darwin, solo una piccola percentuale di queste specie è altamente velenosa rispetto a quelle che si trovano generalmente in altre città, trattandosi quasi tutte di pitoni e colubridi relativamente innocui, con un numero limitato di elapidi.

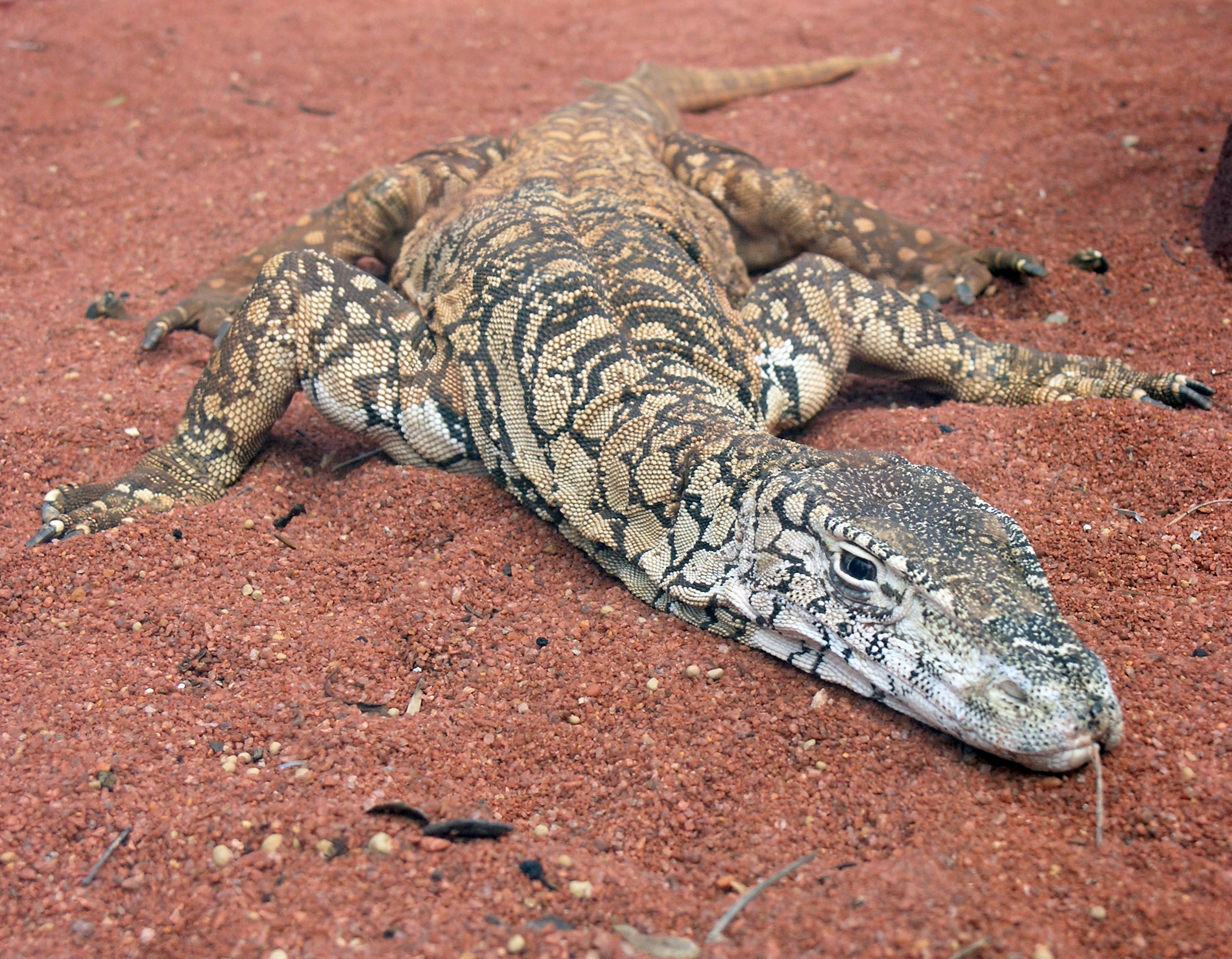
In Australia vivono 31 specie di varani.

In Australia ci sono 784 specie di lucertole, con rappresentanti di sette famiglie. Ci sono ben 220 specie di gechi, ripartite in 31 generi, diffuse un po' ovunque. Tra questi sono degni di nota i Pigopodidi, una famiglia di gechi privi di arti endemica della regione australiana: nel paese si trovano tutte e 44 le specie della famiglia, ripartite in sette generi. Gli Agamidi sono rappresentati da 88 specie di 15 generi diversi, tra cui il moloch, le sei specie di drago barbuto e il clamidosauro. In Australia vivono 31 specie di varani (famiglia dei Varanidi), note comunemente come goanna. La più grande tra queste è il varano gigante, che può raggiungere i 2 m di lunghezza. Ci sono ben 445 specie di scinchi appartenenti a 48 generi, che costituiscono più del 50% di tutte le specie di lucertole australiane; a questo gruppo appartengono le tilique dalla lingua blu.

## Pesci

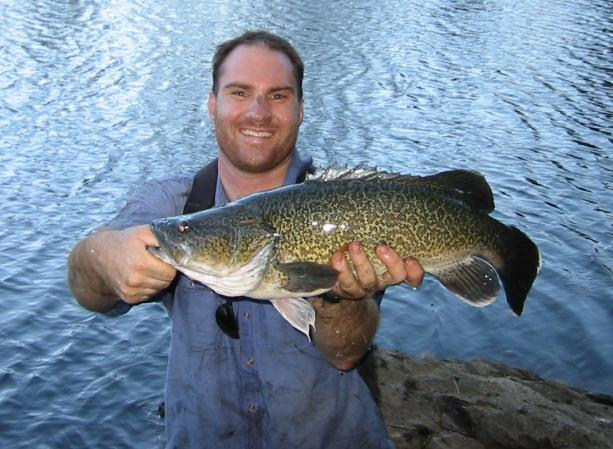
Il merluzzo del Murray è il più grande pesce osseo esclusivamente d'acqua dolce dell'Australia.

Nelle acque australiane vivono più di 5000 specie di pesci; di queste, il 24% è endemica. Tuttavia, a causa della relativa scarsità di corsi d'acqua, in Australia vivono solo circa 300 specie d'acqua dolce. Due famiglie di pesci d'acqua dolce hanno origini antiche: gli arawana od osteoglossidi e il neoceratodo. Il neoceratodo è il pesce polmonato più primitivo, essendosi evoluto prima che l'Australia si separasse dal Gondwana. Uno dei più piccoli pesci d'acqua dolce, limitato alla regione sud-occidentale del paese, è il pesce salamandra, che può sopravvivere alla disidratazione durante la stagione secca interrandosi nel fango. Altre famiglie di possibile origine gondwaniana sono i Retropinnidi, i Galaxiidi, gli Aplochitonidi e i Percictidi. Tralasciando queste specie più antiche, il 70% dei pesci d'acqua dolce australiani presenta affinità con specie marine tropicali indo-pacifiche adattatesi a vivere nelle acque dolci. Queste specie includono lamprede d'acqua dolce, aringhe, pesci gatto, pesci arcobaleno e circa 50 specie della famiglia degli Eleotridi, tra cui il merluzzo dormiglione. Tra le prede più ambite dai pescatori vi sono il barramundi, il merluzzo del Murray e il persico dorato. Nel Territorio del Nord vivono due specie minacciate di squalo d'acqua dolce.

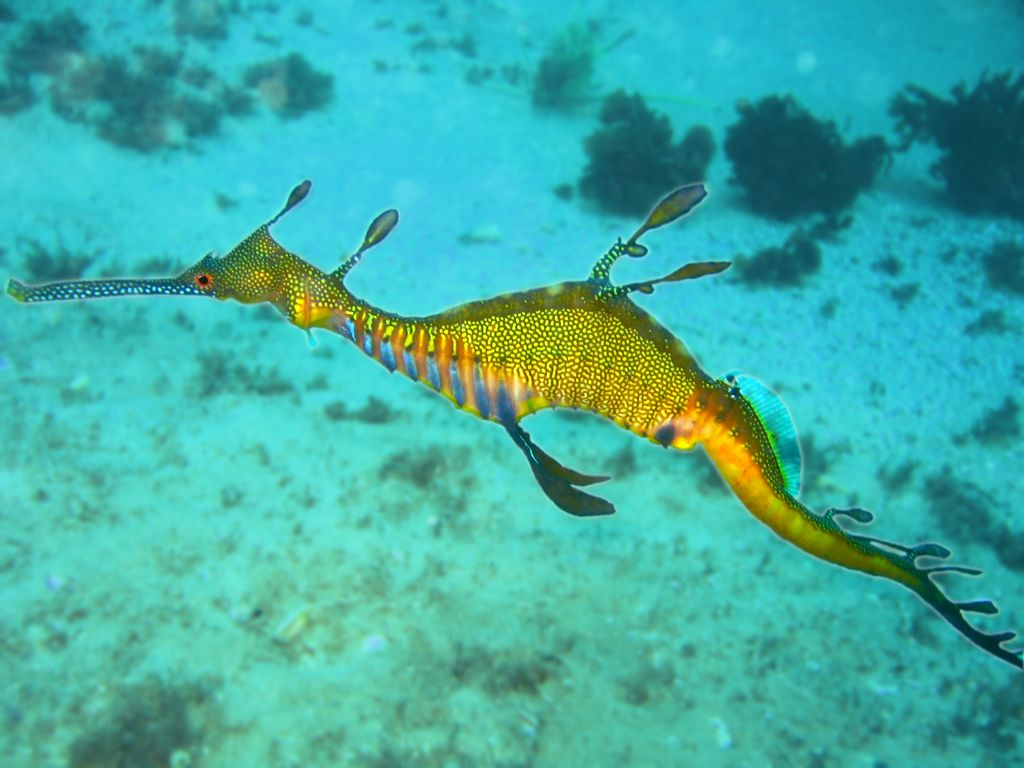
Il drago marino comune, un pesce imparentato con pesci pipa e cavallucci di mare, vive nelle acque intorno all'Australia meridionale.

Nei corsi d'acqua australiani sono state introdotte diverse specie esotiche di pesci d'acqua dolce, tra cui la trota comune, il salmerino di torrente, la trota iridata, il salmone europeo, il salmone reale, il pesce persico, la carpa e la gambusia. La gambusia è una specie particolarmente aggressiva, nota per molestare e mordere le pinne di altri pesci. La sua presenza è stata correlata al declino e alla scomparsa locale di diverse specie di piccoli pesci autoctoni. Le specie di trota introdotte hanno avuto gravi impatti negativi su diverse specie di pesci autoctoni di montagna, come il merluzzo trota, il persico di Macquarie e il galaxide di montagna, nonché su altre specie di montagna come la raganella di Spencer. La carpa è fortemente implicata nella drastica scomparsa delle alghe acquatiche, nel declino di piccole specie di pesci autoctoni e nell'intorbidimento delle acque nel bacino Murray-Darling nell'Australia sud-occidentale.
La maggior parte delle specie ittiche australiane è marina e il 75% di esse vive in acque tropicali. Ciò si deve in parte all'enorme estensione di acque territoriali australiane, che coprono una superficie di 9 milioni di km². Tra i gruppi di particolare interesse ci sono le murene e i pesci scoiattolo, così come i pesci pipa e i cavallucci di mare, i cui maschi covano le uova della compagna in un'apposita tasca. Nelle acque australiane vivono 80 specie di cernie, tra cui uno dei pesci ossei più grandi del mondo, la cernia gigante, che può raggiungere i 2,7 m di lunghezza e i 400 kg di peso. I caranghi, un gruppo di 50 specie di pesci argentati che si muovono in banco, e i dentici sono specie popolari per la pesca commerciale. La Grande Barriera Corallina ospita un'enorme varietà di pesci tropicali di piccole e medie dimensioni, come i pesci damigella, i pesci farfalla, i pesci angelo, i ghiozzi, i pesci cardinale, i labri, i pesci balestra e i pesci chirurgo. Qui vivono anche diverse specie velenose, tra cui alcune specie di pesci pietra e pesci palla e il pesce scorpione, tutti dotati di tossine in grado di uccidere un essere umano. Vi sono 11 specie velenose di pastinache, la più grande delle quali è la pastinaca liscia. I barracuda sono una delle specie più grandi della barriera corallina. Tuttavia, i grossi pesci tropicali non dovrebbero essere mangiati, in quanto potrebbero provocare avvelenamenti da ciguatera.

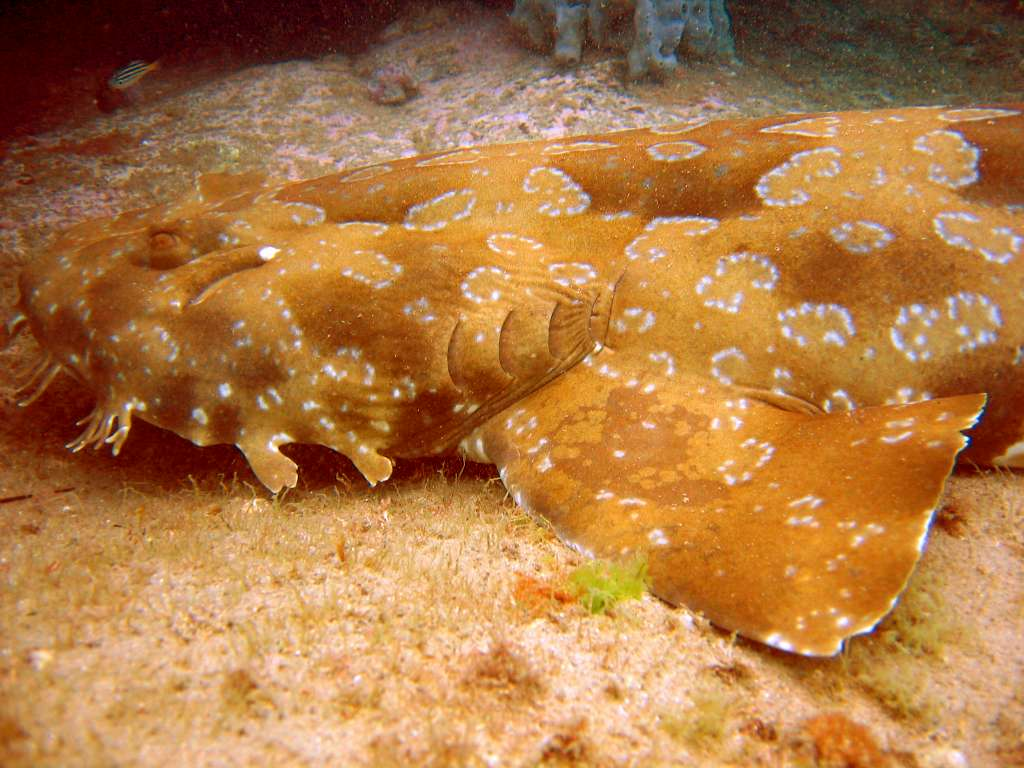
Con una lunghezza di 3 m circa, il wobbegong maculato è il wobbegong di maggiori dimensioni.

Gli squali vivono in tutte le acque costiere e negli ambienti estuarini del litorale australiano. Se ne contano 183 specie, tra cui 31 specie di squali requiem, 12 di gattucci, 10 di wobbegong e 12 di spinaroli. Sono presenti tre specie della famiglia degli Eterodontidi: lo squalo testa di toro di Port Jackson, lo squalo testa di toro zebra e lo squalo testa di toro crestato. Nel 2004, in Australia sono stati registrati 12 attacchi di squalo non provocati, di cui due fatali. Solo 3 specie di squalo rappresentano una minaccia significativa per l'uomo: lo squalo leuca, lo squalo tigre e lo squalo bianco. Alcune spiagge popolari del Queensland e del Nuovo Galles del Sud sono protette da reti anti-squalo, un metodo di difesa che ha ridotto considerevolmente la popolazione di squali, sia pericolosi che innocui, a causa degli impigliamenti accidentali. Anche la pesca eccessiva ha ridotto considerevolmente il numero di squali nelle acque australiane e diverse specie sono ora in pericolo. Uno squalo megamouth è stato trovato arenato su una spiaggia di Perth nel 1988: questa specie è molto poco conosciuta, ma questa scoperta potrebbe indicare la presenza della specie nelle acque costiere australiane.

## Invertebrati
| Gruppo tassonomico                               | Numero di specie descritte | Numero di specie stimate in Australia |
| ------------------------------------------------ | -------------------------- | ------------------------------------- |
| Poriferi                                         | 1476                       | ~3500                                 |
| Cnidari                                          | 1705                       | ~2200                                 |
| Platelminti                                      | 1593                       | ~10000                                |
| Acantocefali                                     | 56                         | ~160                                  |
| Nematodi                                         | ~2060                      | ~30000                                |
| Molluschi                                        | ~8700                      | ~12250                                |
| Anellidi                                         | 2192                       | ~4230                                 |
| Onicofori                                        | 71                         | ~80                                   |
| Crostacei                                        | 7266                       | ~9500                                 |
| Aracnidi                                         | 6615                       | ~31338                                |
| Insetti                                          | ~62000                     | ~205000                               |
| Echinodermi                                      | 1475                       | ~2000                                 |
| Altri invertebrati                               | ~2371                      | ~5015                                 |
| Basato su: Williams et al., 2001 e Chapman, 2009 |                            |                                       |

Delle 200000 specie animali che si stima vivano in Australia, circa il 96% sono invertebrati. Sebbene non si conosca a pieno l'intera varietà della fauna invertebrata, il 90% degli insetti e dei molluschi è considerato endemico. Gli invertebrati occupano molte nicchie ecologiche e sono di fondamentale importanza nei vari ecosistemi come decompositori, impollinatori e fonte di cibo. Il gruppo più grande di invertebrati è quello degli insetti, che comprende il 75% delle specie animali conosciute d'Australia. Gli ordini di insetti più diversificati sono i Coleotteri, con 28200 specie di scarabei e curculioni, i Lepidotteri, con 20816 specie di farfalle e falene, e gli Imenotteri, con circa 14800 specie di formiche, api e vespe. L'ordine dei Ditteri, che include mosche e zanzare, è rappresentato da 7786 specie. L'ordine degli Emitteri, che comprende cimici, afidi e cicaline, conta 5650 specie; e quello degli Ortotteri, che comprende cavallette, grilli e tettigonie, 2827. Tra le specie introdotte che rappresentano una minaccia significativa per le specie autoctone ricordiamo la vespa di terra, la formica di fuoco, la formica pazza gialla e l'ape europea, che compete con le api autoctone.

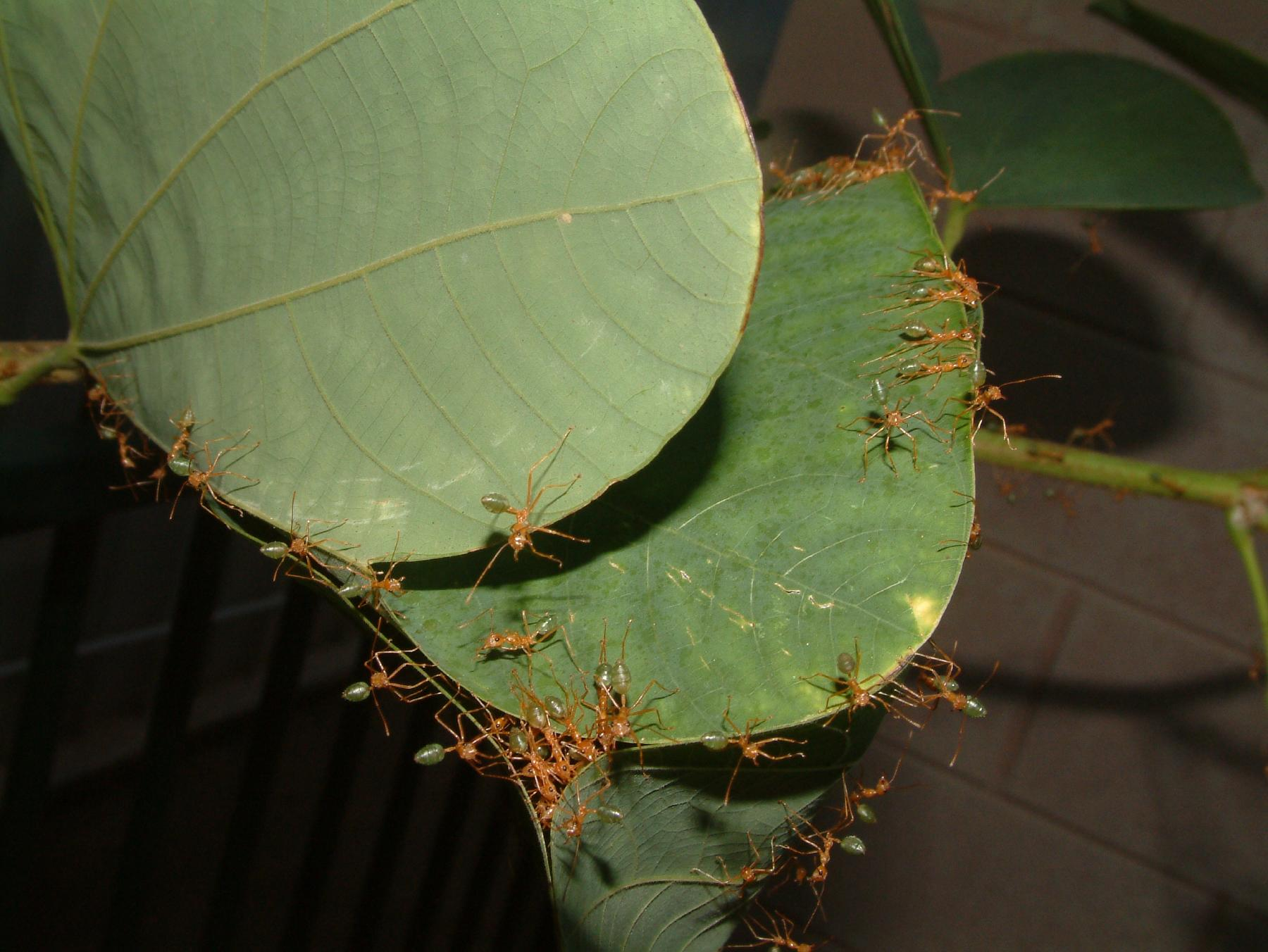
In Australia sono state descritte 1275 tra specie e sottospecie di formiche. Queste formiche tessitrici (Oecophylla smaragdina) sono diffuse nell'Australia tropicale e costruiscono nidi fatti di foglie.

L'Australia presenta un'ampia varietà di aracnidi, tra cui 78 famiglie di ragni con 79 specie abbastanza familiari da aver ricevuto un nome comune. Sono numerose le specie altamente velenose, tra cui il famigerato ragno dei cunicoli e altri migalomorfi, il cui morso può essere letale. In passato si riteneva che il ragno dalla schiena rossa fosse mortale, poiché si pensava che la mancanza di decessi dal 1956 fosse dovuta allo sviluppo di un antidoto, ma questo si è dimostrato non migliore di un semplice placebo. Ci sono migliaia di specie di acari e zecche della sottoclasse Acarina. L'Australia ospita anche almeno 150 specie di pseudoscorpioni, dei quali si stima che ce ne siano altre 550 in attesa di essere descritte, e almeno 17 generi di scorpioni con 120 specie.
Nella (sotto)classe degli Anellidi Oligocheti ci sono molte famiglie di vermi acquatici e, tra i vermi terrestri nativi: gli Enchitreidi («vermi da vaso») e lombrichi veri e propri delle famiglie Acantodrilidi, Ottochetidi e Megascolecidi. A quest'ultima appartiene il più grande lombrico del mondo, il lombrico gigante del Gippsland, presente solamente nel Gippsland, una regione del Victoria. In media raggiunge gli 80 cm di lunghezza, ma sono stati trovati esemplari lunghi fino a 3,7 m.

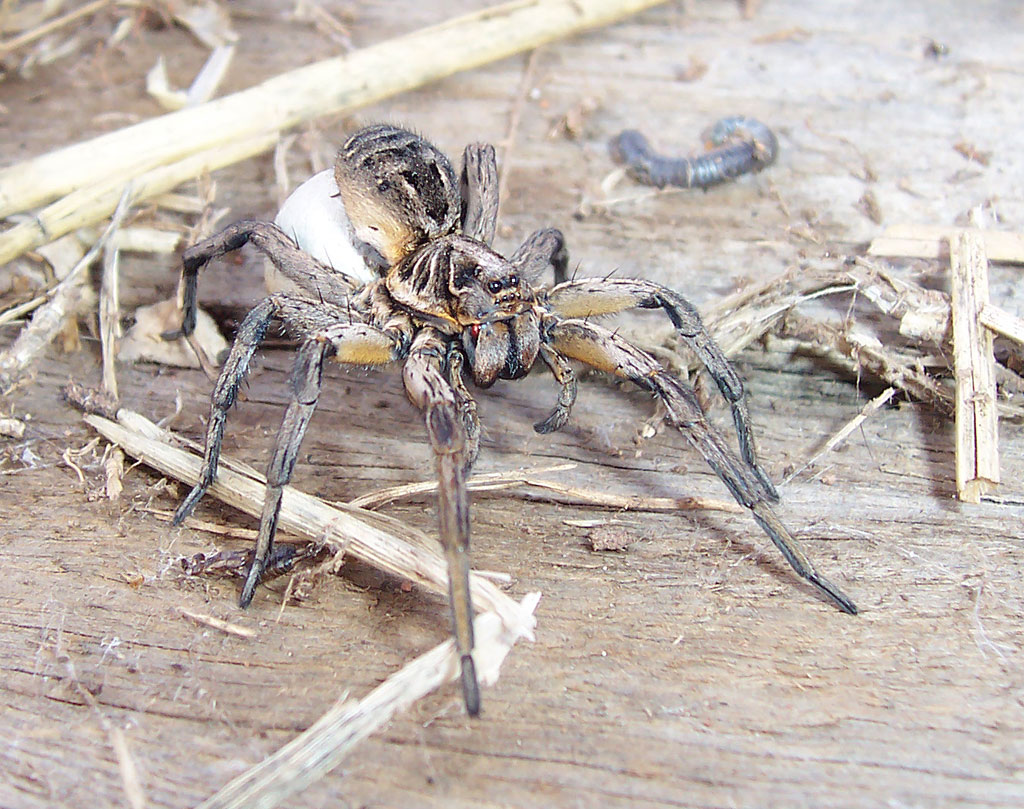
Il ragno lupo Lycosa godeffroyi è comune in molte zone dell'Australia. In questa famiglia di ragni, la femmina trasporta il sacco ovarico.

La grande famiglia dei Parastacidi comprende 124 specie di gamberi d'acqua dolce australiani. Tra questi rientrano il gambero più piccolo del mondo, il gambero di palude, che non supera i 30 mm di lunghezza, e quello più grande, il gambero d'acqua dolce gigante della Tasmania, che può raggiungere i 76 cm di lunghezza e i 4,5 kg di peso. Ai gamberi del genere Cherax appartiene lo yabby comune, nonché tipiche specie da allevamento come il marron e il gambero dalle chele rosse del Queensland. In Australia si trovano anche varie specie del genere Engaeus, note comunemente come gamberi di terra. Queste non sono interamente acquatiche, perché trascorrono la maggior parte della loro vita all'interno di tane sotterranee. L'Australia ospita sette specie di granchi d'acqua dolce del genere Austrothelphusa. Questi granchi vivono nascosti lungo le rive dei corsi d'acqua e possono sigillare l'ingresso delle loro tane, sopravvivendo a diversi anni di siccità. I gamberetti di montagna d'acqua dolce sono un peculiare gruppo estremamente primitivo, che presenta somiglianze con specie fossili risalenti a 200 milioni di anni fa.

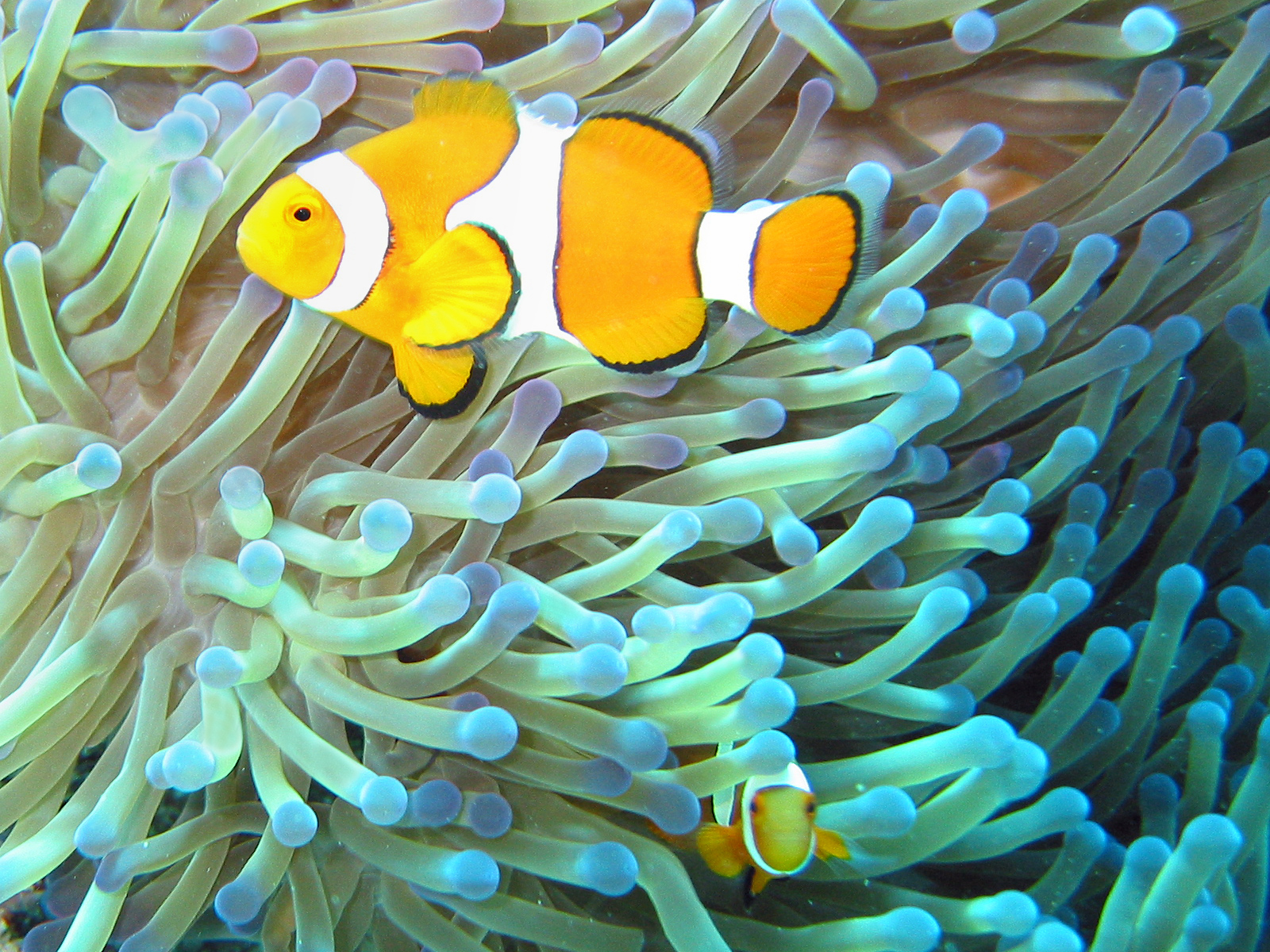
Un'anemone di mare magnifica della Grande Barriera Corallina, con un pesce pagliaccio.

Nelle acque australiane si trova un'enorme varietà di invertebrati marini; in particolare la Grande Barriera Corallina ospita gran parte di questa diversità. Gruppi particolarmente ben rappresentati sono i Poriferi o spugne, gli Cnidari (meduse, coralli e anemoni di mare), gli Ctenofori, gli Echinodermi (ricci di mare, stelle marine, stelle serpentine e cetrioli di mare), i Brachiopodi e i Molluschi (chiocciole, lumache, patelle, calamari, polpi, cardi, ostriche, vongole e chitoni). Tra gli invertebrati velenosi ricordiamo la vespa di mare, il polpo dagli anelli blu, e dieci specie di conidi, che possono causare insufficienza respiratoria e morte negli esseri umani. La stella di mare corona di spine di solito popola la barriera corallina a basse densità; tuttavia, in condizioni che non sono ancora ben comprese, può riprodursi fino a raggiungere una densità di popolazione insostenibile quando i coralli vengono divorati a una velocità superiore a quella con cui si rigenerano: ciò rappresenta una seria minaccia per la conservazione della barriera corallina. Altri invertebrati marini problematici comprendono sia specie autoctone come il riccio di mare viola e il riccio di mare bianco, che in alcuni casi, a causa dell'eccessivo sfruttamento dei loro predatori naturali, come abaloni e aragoste, possono impossessarsi di interi habitat marini, ricoprendo il fondale con migliaia di esemplari; che introdotte, come la cozza asiatica, la cozza verde della Nuova Zelanda, la cozza a strisce nere e la stella marina del Pacifico settentrionale, che soppiantano tutti i molluschi autoctoni.
Ci sono molti crostacei marini unici nelle acque australiane. La classe più nota, a cui appartengono tutte le specie commestibili di crostacei, è Malacostraca. Le calde acque dell'Australia settentrionale ospitano molte specie di crostacei decapodi, come granchi, falsi granchi, paguri, aragoste, gamberetti e gamberi. I peracaridi, quali anfipodi e isopodi, sono più diversificati nelle acque più fredde dell'Australia meridionale. Gruppi marini meno noti ma ben rappresentati sono le classi Remipedia, Cephalocarida, Branchiopoda, Maxillopoda (cui appartengono i cirripedi, i copepodi e i pidocchi dei pesci) e Ostracoda. Specie degne di nota sono il granchio gigante della Tasmania, la seconda specie di granchio più grande al mondo, che vive in acque profonde e può pesare fino a 13 kg, e l'aragosta australiana, che, come tutte le altre aragoste, è priva di chele.

## Specie invasive

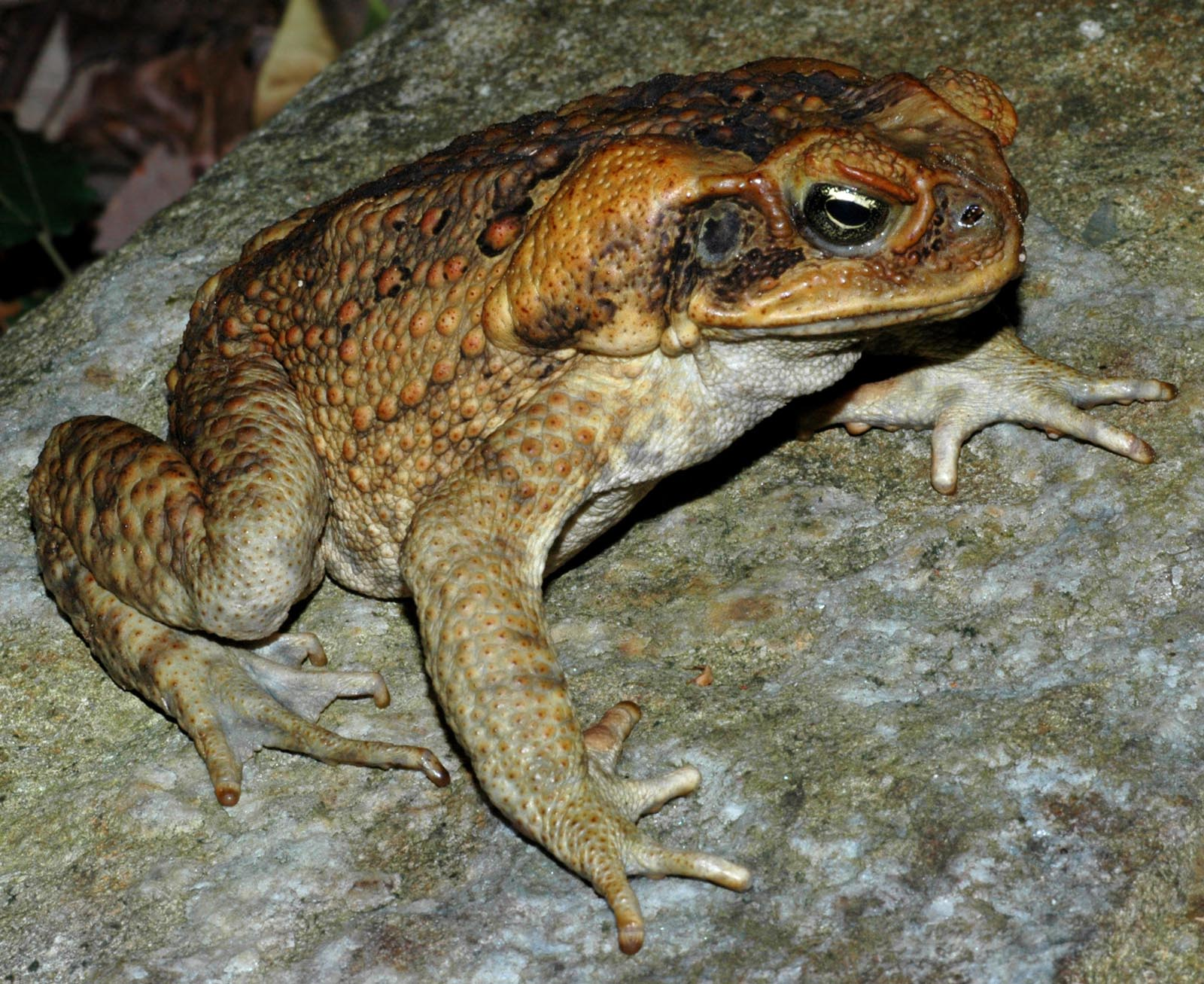
Il velenoso rospo marino.

L'introduzione di specie esotiche, volontaria e accidentale, ha fatto sì che oggi in Australia si trovi un numero considerevole di specie invasive, ferali e nocive che sono proliferate causando un impatto negativo sull'ambiente. Gli organismi introdotti possono modificare l'ambiente in vari modi. I conigli rendono i terreni praticamente sterili mangiando di tutto. Le volpi rosse influiscono sulla fauna endemica locale attraverso la predazione, mentre il rospo marino avvelena i predatori che lo divorano. Alcune pulci d'acqua potrebbero essere state introdotte in Australia dall'uomo o dagli uccelli. Altre specie invasive sono uccelli (la maina comune), pesci (la carpa), insetti (la formica di fuoco) e molluschi (la cozza asiatica). Il problema è aggravato ulteriormente dall'introduzione di flora esotica, nonché di patogeni, funghi e parassiti. Un esempio di questo sono le alghe verdi-azzurre che si stanno diffondendo in molti specchi d'acqua del Victoria rurale, come il sistema dei laghi del Gippsland.
Per tenere sotto controllo queste specie sono stati sviluppati programmi costosi, laboriosi e dispendiosi in termini di tempo, che però hanno avuto scarso successo, tanto che le specie alloctone continuano a costituire una problematica importante per la conservazione della biodiversità australiana.
Molte delle specie introdotte non sono regolamentate dai servizi per la fauna selvatica e possono essere regolarmente cacciate tutto l'anno. Alcuni stati promuovono persino iniziative di caccia, anche se l'efficacia di questi programmi è stata oggetto di discussione.
Secondo un rapporto del 2023 co-redatto dal biologo Tim Low, le specie invasive sono state la principale causa di estinzione degli animali nativi australiani dagli anni '60 in poi.

## Impatto umano e conservazione
Per almeno 40000 anni, la fauna australiana ha rivestito un ruolo fondamentale nello stile di vita tradizionale degli aborigeni, che facevano affidamento su molte specie come fonte di cibo e di pelli. Tra i vertebrati che venivano cacciati più comunemente vi erano canguri, opossum, pinnipedi, pesci e la berta codacorta, che, proprio per il suo impiego alimentare, ricevette il nomignolo di muttonbird, «uccello montone». Tra gli invertebrati sfruttati a scopo alimentare vi erano insetti come la falena bogong e le larve della falena Endoxyla leucomochla (note con il nomignolo di witchetty grub) e molluschi. La pratica di incendiare regolarmente vaste aree di boscaglia per facilitare la caccia ha avuto ripercussioni sia sulla flora che sulla fauna e si pensa che abbia contribuito all'estinzione di grandi erbivori con una dieta specializzata, come gli uccelli incapaci di volare del genere Genyornis. Il ruolo ricoperto dalla caccia e dalla modifica del paesaggio ad opera degli aborigeni nell'estinzione della megafauna australiana è tuttora dibattuto, ma è sempre più accettata l'idea che i responsabili dell'estinzione della megafauna siano stati gli esseri umani.

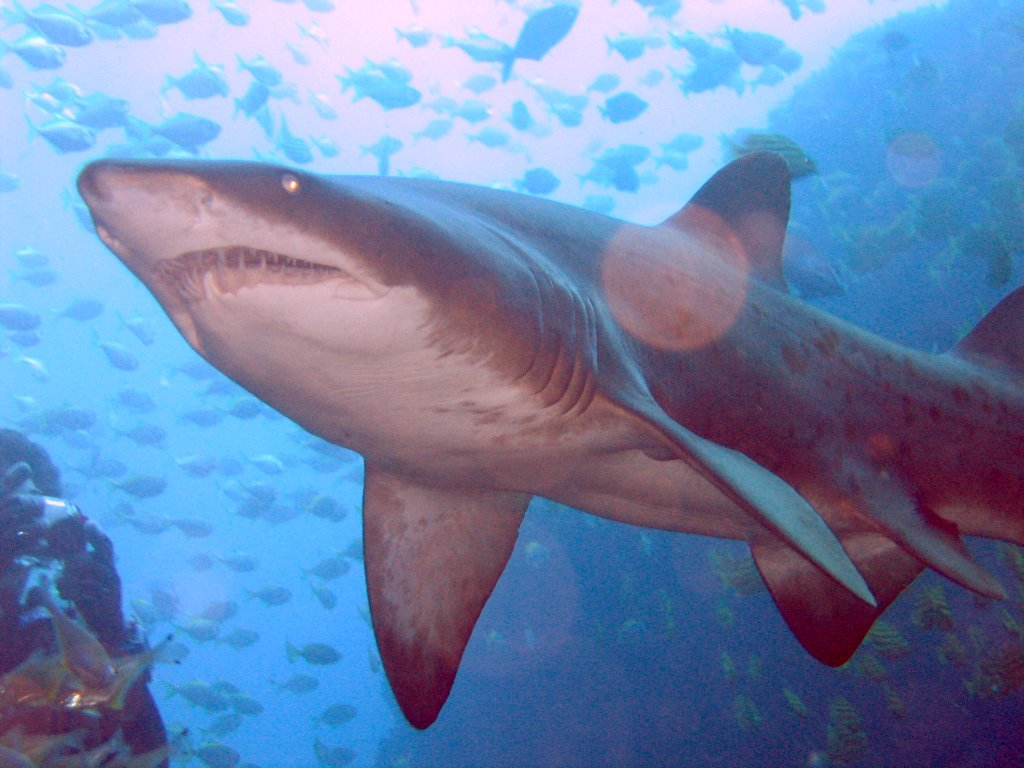
Lo squalo toro è una specie gravemente minacciata presente lungo la costa dell'Australia orientale.

Nonostante il grande impatto degli aborigeni sulle popolazioni di specie autoctone, questo è considerato meno significativo di quello che hanno avuto i coloni europei, che hanno modificato il paesaggio su scala molto più ampia. Dopo l'insediamento degli europei, lo sfruttamento diretto della fauna autoctona, la distruzione dell'habitat e l'introduzione di predatori esotici ed erbivori competitori hanno portato all'estinzione di 25 specie di mammiferi, 7 di uccelli e 5 di rane. Oggi gran parte della fauna australiana gode di protezione legale. Nel 1999 è stato istituito l'Environment Protection and Biodiversity Conservation Act federale per venire incontro ai requisiti richiesti dalla Convenzione sulla diversità biologica del 1992, cui l'Australia era stata una dei firmatari. Questa legge protegge tutte le specie autoctone e prevede l'identificazione e la protezione delle specie minacciate. Ogni stato e territorio stila un elenco statutario delle specie minacciate. Attualmente, ai sensi dell'EPBC Act vengono classificate come in pericolo o minacciate 380 specie animali. Più in generale, è stata intrapresa una catalogazione completa di tutte le specie d'Australia, un passo fondamentale nella conservazione della fauna e della biodiversità del paese. Nel 1973, il governo federale ha istituito l'Australian Biological Resources Study (ABRS), che coordina le ricerche sulla tassonomia, l'identificazione, la classificazione e la distribuzione delle specie di flora e fauna. L'ABRS gestisce database online gratuiti che catalogano gran parte delle specie australiane descritte.
L'Australian Wildlife Conservancy è il più grande proprietario privato del paese di terreni destinati alla conservazione: si dedica alla protezione delle specie in via di estinzione su 4,8 milioni di ettari di terra nelle regioni più popolari, come il Kimberley, Capo York, il Lago Eyre e il Top End. Questa organizzazione senza scopo di lucro sta lavorando duramente per evitare l'estinzione delle specie autoctone in via di estinzione in vari santuari della fauna selvatica.
L'Australia è membro della Commissione baleniera internazionale e si oppone fermamente alla caccia commerciale alle balene: nelle acque australiane tutte le specie di cetacei sono protette. L'Australia è anche firmataria dell'accordo CITES e proibisce l'esportazione di specie in via di estinzione. Per proteggere e preservare gli ecosistemi unici del paese sono state create aree protette in ogni stato e territorio. Queste aree protette includono parchi nazionali e riserve di altro tipo, così come 64 zone umide registrate ai sensi della Convenzione di Ramsar e 16 siti patrimonio dell'umanità. Nel 2002, il 10,8% della superficie australiana (un'estensione pari a 774619,51 km²) godeva di un qualche grado di protezione. Per preservare la biodiversità marina, in molte zone sono stati istituiti anche parchi marini: nel 2002, queste aree coprivano circa il 7% (646000 km²) delle acque territoriali dell'Australia. La gestione della Grande Barriera Corallina è affidata alla Great Barrier Reef Marine Park Authority in base a specifiche leggi federali e statali. Alcune delle risorse ittiche australiane sono già sovrasfruttate, e sono state stabilite quote per il prelievo sostenibile di molte specie marine.
Il rapporto sullo stato dell'ambiente del 2001, redatto da ricercatori indipendenti per conto del governo federale, concluse che le condizioni dell'ambiente e la gestione ambientale in Australia erano peggiorate rispetto al precedente rapporto del 1996. Di particolare rilevanza per la conservazione della fauna selvatica, il rapporto ha indicato molte cause che pongono gravi problemi alla protezione della biodiversità, tra cui la salinizzazione, le condizioni idrologiche fluttuanti, la bonifica dei terreni, la frammentazione degli ecosistemi, la cattiva gestione dell'ambiente costiero e le specie invasive.